# Bárbara de Alencar
Bárbara de Alencar, född 1760, död 1832, var en brasiliansk handelsidkare. Hon arresterades och torterades för sina politiska åsikter under Pernambucorevolutionen 1817, och anses vara den första politiska fången i Brasiliens historia. Hon har blivit föremål för många dedikationer. 